# Gharb Al-Andalus

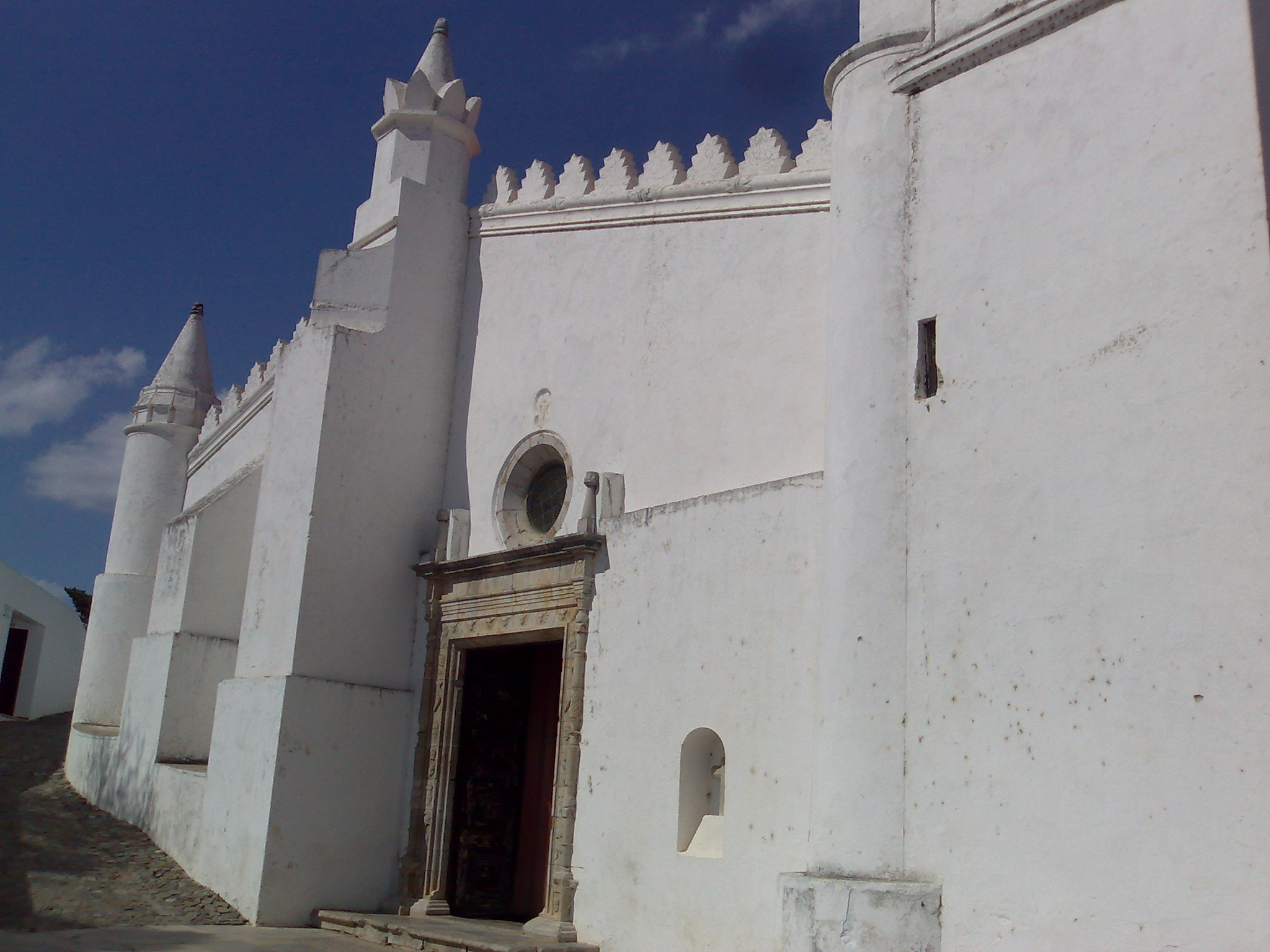
Oude moskee van Mértola, werd een kerk na de Reconquista.

Gharb Al-Andalus (Arabisch: غرب الأندلس; "Het westen van Al-Andalus"), of gewoon Al-Gharb (Arabisch: الغرب; "Het Westen"), was de naam die de moslims van Iberië gaven aan een gebied dat het hedendaagse zuidelijk Portugal en een deel van het hedendaagse West-Spanje bestrijkt,  toen zij van 711 tot 1249 de heerschappij over dit gebied voerden. Deze periode begon met de val van het Visigotische koninkrijk na de invasie van het Iberisch schiereiland door Tariq ibn-Ziyad en de vestiging van de Omajjaden-heerschappij over dit gebied. De huidige Algarve ontleent zijn naam aan de Arabische naam Al-Gharb. De regio had een bevolking van ongeveer 500.000 mensen.

## Geschiedenis

### Omajjaden

Het Iberisch Schiereiland in 750.

Na een kleine burgeroorlog in het al gekerstende Visigotische koninkrijk in Hispania, had koning Roderik (Rodrigo in het Portugees en het Spaans) een sterke positie op het schiereiland. Zijn tegenstanders leefden in ballingschap in Ceuta en vroegen Musa ibn Nusair, een Omajjaden gouverneur en generaal, om hulp. De aanvankelijk sceptische generaal stuurde een experimentele expeditie die voornamelijk bestond uit Moren uit Noord-Afrika, geleid door Tariq ibn Ziyad en gaf hiermee het startsein voor de islamitische verovering van Iberië. Tariq versloeg Roderiks Visigotische leger in de Slag bij Guadalete en kort daarna veroverde hij Toledo en Córdoba. Na het succes van Tariq voegde Musa zich bij de expeditie en vestigde hij zich als gouverneur van de nieuwe gebieden.
Tegen 714 waren Évora, Santarém en Coimbra veroverd en twee jaar later was Lissabon in handen van de moslims. Tegen 718 was het grootste deel van het hedendaagse Portugese grondgebied onder de heerschappij van de Omajjaden. De Omajjaden stopten uiteindelijk tussen Poitiers en Tours, maar de islamitische aanwezigheid op Iberië zou duren tot de val van het koninkrijk Granada in 1492.

### Emiraat en kalifaat
Het emiraat Córdoba duurde van 756 tot 929. Het kalifaat Córdoba duurde van 929 tot 1031. Het werd opgevolgd door de taifa's, onafhankelijke islamitische rijkjes.

### Eerste taifa-periode

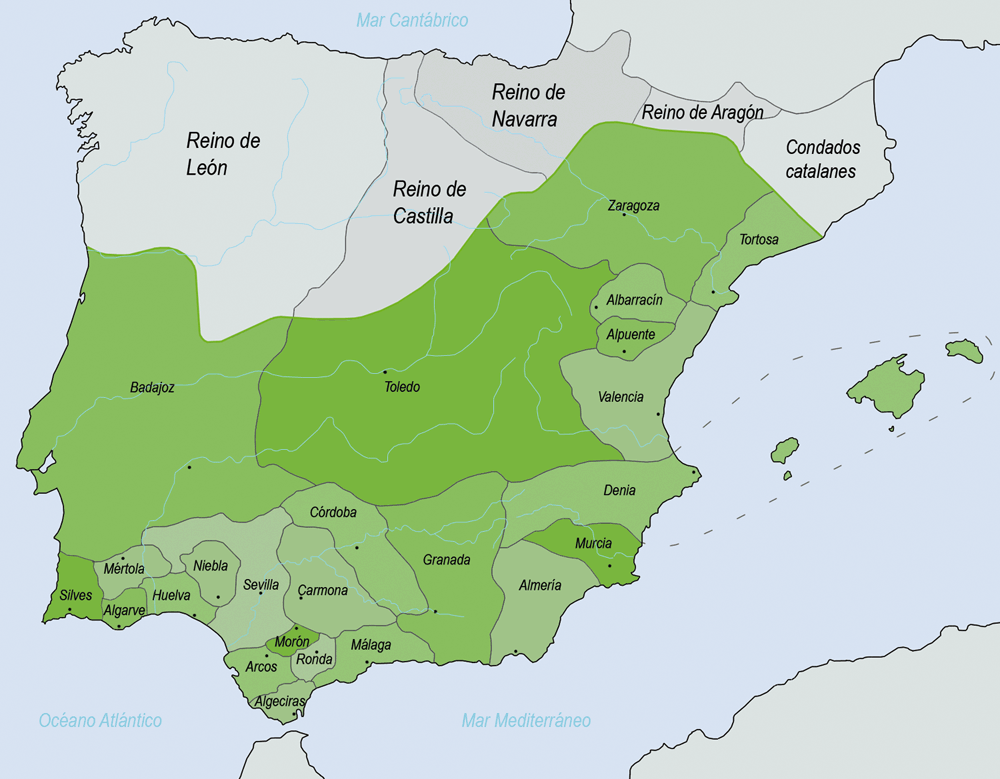
Taifas in 1031.

De eerste taifa Badajoz, geregeerd door de Aftasid-dynastie, bestond van 1009 tot 1094. De taifa Lissabon bestond van 1022 tot 1034, toen het werd toegevoegd aan de taifa Badajoz. Lissabon werd  tussen 1093 en 1094 geregeerd door Alfons VI van León. De eerste taifa Mértola bestond van 1033 tot 1044, toen het onderdeel werd van de taifa Sevilla. De taifa Santa María de Algarve bestond van 1018 tot 1051, toen het onderdeel werd van de taifa Sevilla. De eerste taifa Silves bestond van 1040 tot 1063, toen het onderdeel werd van de taifa Sevilla. De taifa Santarém bestond van 1044 tot 1045, toen het onderdeel werd van de taifa Badajoz.

### Almoraviden
De Almoraviden-dynastie duurde van 1040 tot 1147. Gedurende een deel van die tijd regeerde deze dynasties over wat nu Zuid-Portugal is. Na een succesvolle belegering kreeg Portugal in 1147 controle over Lissabon.

### Tweede taifa-periode
Er waren drie taifa's in het hedendaagse Portugal na de val van de Almoraviden-dynastie: de tweede taifa Mértola, die bestond van 1144 tot 1151, de tweede taifa Silves, die bestond van 1144 tot 1151 en de taifa Tavira die bestond van 1146 tot 1150. Alle drie de taifa's werden in 1151 onderdeel van het Almohaden-kalifaat.

### Almohaden
Het Almohaden-kalifaat bestond van 1121 tot 1269. Gedurende een groot deel van deze tijd, tot 1249, regeerde het veel van wat nu het zuiden van Portugal is. Uiteindelijk werd er echter in de laatste jaren van 1230 een taifa gesticht die gevestigd was in Niebla die de regio bestuurde tot 1249, toen het koninkrijk Portugal Faro veroverde.